# Genoma
El genoma és tot el material genètic contingut en els cromosomes d'un organisme en particular. El genoma de l'ésser humà conté 3000 milions de nucleòtids.
El genoma es refereix només a l'ADN nuclear. Encara que el mitocondri conté ADN (ADN mitocondrial) i, per tant, gens, aquests no són considerats part del «genoma» (vegeu genoma mitocondrial). El terme diploide descriu el nombre complet de còpies del genoma d'una cèl·lula determinada.
El genoma no analitza la diversitat genètica o el polimorfisme dels gens d'una espècie. Per exemple, en el genoma humà, la seqüència en principi podria ser determinada amb només la meitat de l'ADN d'una cèl·lula d'un individu. Per conèixer una variació particular o en malalties cal la comparació entre individus.

## Fites de la història del genoma
- 1866 Es publiquen les lleis de l'herència d'en Gregor Mendel a Proceedings of the Natural History Society of Brunn
- 1868 en Friedrich Miescher, biòleg suís, identifica l'ADN nuclear, nucleina
- Albrecht Kossel Descobreix els àcids nucleics. A aquest bioquímic alemany li va ser atorgat el Premi Nobel de Medicina el 1910 per les seves contribucions en el desxiframent de la química dels àcids nucleics i proteïnes, descobrint els àcids nucleics, bases en la molècula d'ADN.
- 1950 Alfred Hershey i Marta Chase utilitzen virus per confirmar que l'ADN és el material genètic.
- 1951 Primera proteïna seqüenciada: insulina.
- 1953 James Watson i Francis Crick posen al descobert l'estructura en doble hèlix de la molècula de l'àcid desoxiribonucleic (ADN).
- 1960 H.G.Khorana i M.W.Niremberg determinen el codi genètic.
- 1982 Fabricació del primer fàrmac basat en la tecnologia de l'ADN recombinant.
- 1985 Kary Mullis inventa la Reacció en cadena de la polimerasa.
- 1995 Primer genoma seqüenciat complet: Haemophilus influenzae.
- 1999 Primer cromosoma humà seqüenciat complet: el 22.
- 14 d'abril del 2003 Es completa la seqüència del genoma humà.[1]

## Algunes dades que ja es van coneixent
- El genoma humà conté uns 3 000 milions de bases (A, C, T, i G) i uns 20 000 gens.
- Els gens contenen 3 000 bases de mitjana, però la mida varia molt d'un gen a un altre: el més gran conegut en l'ésser humà és la distrofina amb 2,4 milions de bases.
- La funció de més del 50 % dels gens descoberts és desconeguda.
- El 99,9 % de la seqüència del genoma humà és idèntica en tots els individus.
- Aproximadament, un 2 % del genoma codifica instruccions de la síntesi proteica.
- Les seqüències repetides que no codifiquen proteïnes formen vora del 50% del genoma humà.
- Hi ha seqüències repetides que no tenen una funció directa, sinó que mantenen l'estructura i el dinamisme dels cromosomes.
- El cromosoma 1 és el cromosoma humà més gran (2968 gens) i el cromosoma Y, el més petit (231 gens).
- S'han identificat al voltant de 3 milions de localitzacions on existeixen diferències en les bases de l'ADN en humans, fet que promet revolucionar el procés de recerca de seqüències d'ADN relacionades amb malalties com les cardiopaties, diabetis, artritis i càncers.
- El genoma més petit, a part dels virus, és el de Mycoplasma genitalium.
- El genoma més llarg seqüenciat avui dia és el de Pinus taeda, amb 22180 milions de parells de bases.[2]
- El genoma més llarg (encara no seqüenciat) és el de Paris japonica, amb més de 150 mil milions de parells de bases.[3]

## Acceleració del genoma
Gràcies a l'acceleració del genoma l'Homo sapiens ha estat capaç d'adaptar la seva conducta ràpidament d'acord amb les necessitats de canvi.

## Complexitat del genoma

### Mida d'algunes menes de genoma
| Organisme               | Mida del genoma (parells de bases) |
| ----------------------- | ---------------------------------- |
| Fag λ                   | 5 × 104                            |
| E. coli                 | 4 × 10⁶                            |
| Llevat                  | 2 × 107                            |
| C. elegans              | 8 × 107                            |
| Drosophila melanogaster | 2 × 108                            |
| Homo sapiens            | 3 × 10⁹                            |

Les investigacions dutes a terme fins ara suggereixen que la complexitat del genoma humà no radica en el nombre de gens sinó en com part d'aquests gens són utilitzats per construir diferents productes en un procés que és anomenat alternative splicing (regulació gènica). Una altra raó important d'aquesta complexitat radica en el fet que existeixen milers de modificacions químiques per fabricar proteïnes així com del repertori de mecanismes que regulen aquest procés.
De la mateixa manera que la llista de les peces de la nau espacial Soiuz no indica el seu funcionament, la seqüència completa del genoma no permet determinar de quina manera el genoma d'una cèl·lula dirigeix l'activitat d'aquesta. Malgrat conèixer la llista de «lletres» que hi ha en els cromosomes de les cèl·lules humanes, no se sap com aquest és capaç de controlar el desenvolupament d'un òvul fecundat fins a convertir-lo un ésser adult. Això explica el fet que una dècada després completar-se la seqüència del genoma humà, no hagi tingut lloc el miracle mèdic que alguns científics havien promès.

## Quins beneficis pot comportar l'estudi del genoma?
- Diagnòstic i prevenció de malalties hereditàries

Tests genètics: Els tests basats en l'ADN són quasi el primer ús comercial i d'aplicació mèdic dels nous descobriments de la genètica. Aquests tests poden ser utilitzats per al diagnòstic de malalties, confirmació diagnòstica, informació del pronòstic, així com del curs de la malaltia, confirmar la presència de malaltia en pacients asimptomàtics i amb diferents graus de certesa, predir el risc de futures malalties en persones sanes i en la seva descendència.
Vegeu Test genètic
- Estudi de susceptibilitat en les malalties
- Intervenció (tractament) sobre la malaltia: Possibilitats de desenvolupament de tècniques o per tractar malalties hereditàries. El procediment implica substituir, manipular o suplementar els gens no funcionals, per gens funcionals. En essència, la teràpia gènica és la introducció de gens a l'ADN d'una persona per tractar malalties. (vegeu:Teràpia gènica Farmacogenòmica (la possible creació de «fàrmacs a mida» del malalt).

## Altres possibles beneficis de la investigació genètica
- Medicina molecular
- Genòmica microbiana
- Valoracions de risc
- Bioarqueologia, Antropologia, Evolució i estudi de migracions humanes, paleogenètica, principalment a partir de l'ADN antic
- Identificació d'ADN
- Agricultura i bioprocessament